# Apsilochorema oxypages
Apsilochorema oxypages là một loài Trichoptera trong họ Hydrobiosidae. Chúng phân bố ở miền Australasia.